# Nagy-Zimbabwe nemzeti műemlék
Nagy-Zimbabwe Zimbabwéban a sona nép egykori fővárosa, az afrikai kontinens második legjelentősebb régészeti lelőhelye. A 11-15. században épült, 23 hektáros épületegyüttes az afrikai vaskor jellegzetességeit viseli, de száraz falazással, habarcs nélkül felhúzott, kőből és nyers téglából rakott épületei eltérnek a régió kulturális hagyományaitól (errefelé általában fából és sárból építkeztek). A város a matalai aranybányákat és az Indiai-óceán partján fekvő iszlám kikötőt, Sofalát összekötő út mentén feküdt, és több évszázadon át jelentős politikai, kereskedelmi és vallási központ volt. Nagy-Zimbabwe hatalmas falrendszere az afrikai civilizáció legnagyobb kőből épült műve, 1986 óta az UNESCO kulturális Világörökségének része.

## Fekvése

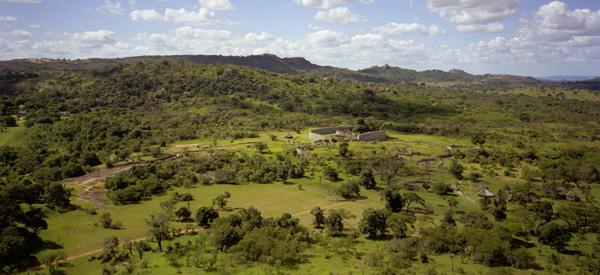
Nagy-Zimbabwe látképe

A sonák egykori királyságának fővárosa Zimbabwe délkeleti részén, a Zambézi és a Limpopo folyók közötti tágas síkságon, Mutrikwi–völgy bejáratánál fekszik. Nagy-Zimbabwe a mai fővárostól Hararétól 294 kilométerre délre, Masvingo városától – az egykori Viktória erődtől – 28 kilométerre keletre található.

## Nevének eredete, jelentése
A Zimbabwe szó jelentése „kőházak”. A sona nyelv karanga nyelvjárásából, a dzimba = a házak és mabwe = a kő szavak összetételéből, illetve a sona nyelv zezuru dialektusából levezetve „dzimba woye” = „tiszteletreméltó házak” ered.

## Története
A 2. és 4. század között vadászó-gyűjtögető életmódot folytató törzsek telepedtek le a völgyben, akik idővel áttértek a földművelésre és az állattenyésztésre. A sona nép ősei, a mbirék (gokomere) 900 körül érkeztek a mai város területére, köles-, cirok-, borsó- és babtermesztéssel, valamint váltakozó legeltetéssel foglalkoztak. A termékeny föld és a bő csapadék segítette a gazdálkodást és az állatállomány gyarapodását. A 9. század folyamán Nagy-Zimbabwe fontos gyűjtőhelye lett az Arábia felé irányuló rabszolga-kereskedelemnek is. 1050 és 1450 között a sonák gyülekezőhelyként és menedékként használt kőépületeket és karámokat kezdtek építeni a legeltetési útvonalak mentén. A földművelés mellett megjelent az aranybányászat és megkezdődött a nyersanyag-kereskedelem: a matalai bányák aranyát, az északi területeken bányászott rezet, elefántcsontot és rabszolgákat arábiai árucikkekre, indiai szövetre, kínai porcelánra cserélték.
1400-1420 körül a Mwene Mutapa (vagy Mwanamutapa, Monomotapa) vezetésével megalakult az első nagy bantu állam: az Indiai-óceántól, a mai Zimbabwe, valamint a mai Mozambik egy részét magába foglaló legendás Monomotapa birodalom. A birodalom első fővárosa Nagy-Zimbabwe volt, amely máig megmagyarázhatatlan okokból 1450-ben elnéptelenedett.
Rövid idővel később a rozwik foglalták el Nagy Zimbabwét. Az itt napvilágra került tárgyak többsége tőlük származik. Ezután az itt élő népesség visszatért az állattenyésztéshez és a kőépítményeket karámként használta. Az egykori gazdag főváros emléke legendává vált: 1552-ben a portugál történetíró, Joao de Barros Asia című könyvében leírta, hogy létezett itt egy aranybánya és egy nagy kőépületekből álló elhagyatott város. A 16. században a kontinenst elfoglaló portugál gyarmatosítók többször is beszámolnak az elnéptelenedett „aranyváros”ról, de soha sem sikerült megtalálniuk.

## Leírása

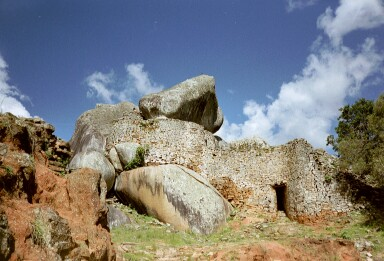
Az Akropolisz

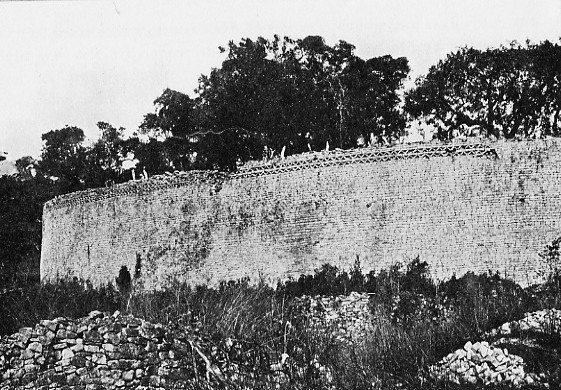
A Nagy karám külső fala
Fotó: David Randall-MacIver, 1906.

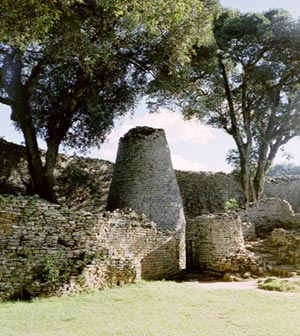
A rejtélyek tornya – a Kúp

A 11-14 század között épült Nagy-Zimbabwe hatalmas falait habarcs nélkül, szabályos sorokban elhelyezett, tégla formára faragott gránittömbökből rakták. Az építményeket nem fedték be, nincsenek íves szerkezetek, kupolák. A maradványok három épületegyüttesre oszthatók, amelyek az „Akropolisz”, „Nagy karám” és a „Romok völgye” fantázianeveket kapták.
A sonák a 13. században először a síkság fölé magasodó dombot foglalták el. A hatalmas, kísérteties külsejű sziklatömbökkel körülvett magaslatot Akropolisznak (vagy erődnek) nevezik. A domb tetején, a talaj hullámzását követve egy sor gránitfalat emeltek; innen lehet bejutni – szűk átjárókon és folyosókon keresztül – a belső területre. Az egyes kőfalaknak más-más rendeltetésük lehetett: nyugaton az uralkodó rezidenciája állhatott; az északi rész – ahonnan a mennydörgés madarát, Mwarit ábrázoló 35 cm-es szteratit-szobrocskák kerültek elő – szakrális terület lehetett. Mwalit, a mitikus isten-királyt ma is nagy tisztelet övezi: őt tekintik Zimbabwe jelképének. A déli oldalon egy kivételes akusztikai adottságokkal rendelkező barlang van: az itt kiejtett szavakat remekül lehet hallani a lent elterülő völgyben és a Nagy karámban.
A Nagy karám vagy Nagy templom néhol Nagy vár elnevezésű óriási kőfallal körülkerített elliptikus terület, a komplexum leglátványosabb építménye, az Akropolisztól egy kilométerrel lejjebb található. Egy 244 méter kerületű 7-9 méter magas, ellipszis alakú, robusztus (minimum 1,2 m széles) gránitfal, egy vele párhuzamos, de befejezetlenül maradt falat vesz körbe. A külső fal északkeleti oldalát tekervényesen kígyózó faragott díszítés borítja. A két falat szűk folyosó választja el, amely egy rejtélyes építményhez, egy Kúp alakú toronyhoz vezet. A Kúp 11 méter magas, fölfelé fokozatosan keskenyedik; kerülete 17 méter. Nincs rajta semmiféle nyílás (sem ajtó, sem ablak), és nem üreges. Tömérdek feltételezés merült fel, hogy vajon mire szolgálhatott, de egyik sem meggyőző: fallikus szimbólum, vallási vagy törzsi jelkép, megfigyelőhely, őrhely, a szent tűz helye – amellyel jeleket adtak más településeknek…
A folyómeder mentén található rommezőt a Romok völgyének nevezik. Itt állnak a király feleségeinek lakóházai, terményraktárak, alacsony karámok, továbbá nyers téglából épült házak és sok későbbi sárkunyhó.

### A város elnéptelenedése
A sonák leszármazottai a balembák körében él egy legenda, amely szerint ez a föld Mwari birodalma volt, azé az isten-királyé akire tilos volt rápillantani, csak a szavait hallhatták, amelyet félelmetes visszhang vitt tovább egy domb tetejéről. Mwari halála után belső harcok törtek ki. A város lakói emiatt elmenekültek és új fővárost alapítottak Dzata néven.
Az elhagyott városban nincs nyoma gyújtogatásnak, vagy erőszaknak, ezért az elnéptelenedés okát természeti csapás (a művelhető földek kimerülése, szárazság, a tűzifa hiánya) vagy a kereskedelem összeomlása is okozhatta.

## Feltárása

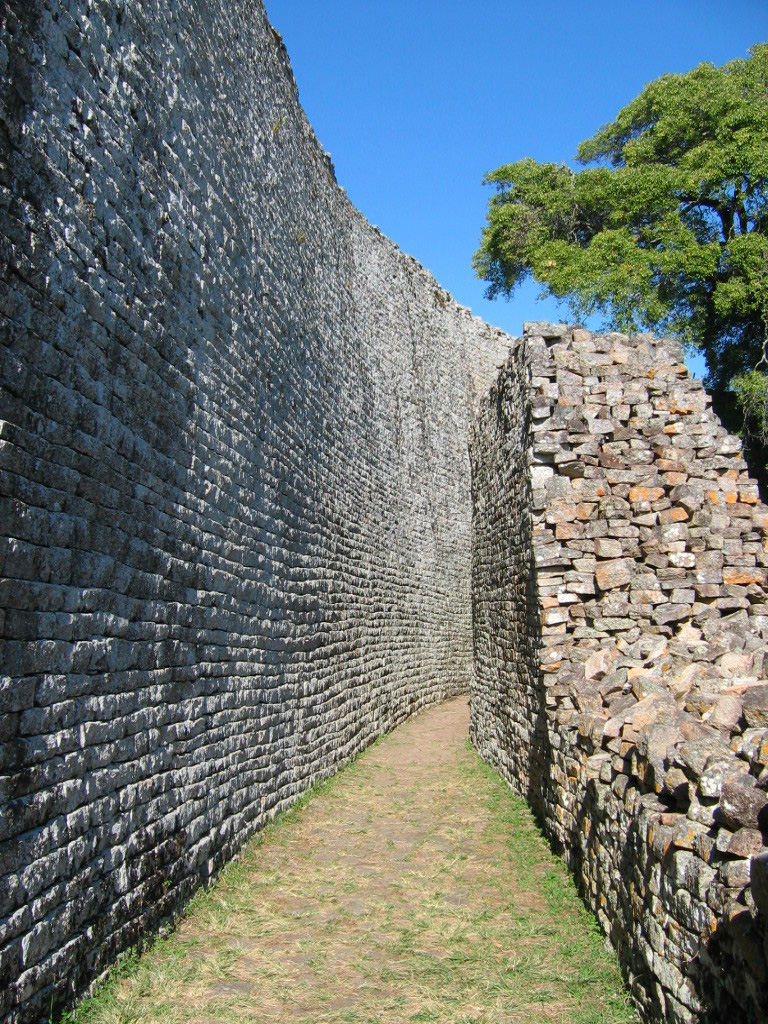
A falak közötti szűk folyosó a Nagy karámban

Nagy-Zimbabwe maradványait 1867-ben Adam Renders vadász találta meg, és néhány évvel később 1871-ben Karl Mauch német geológus, Afrika-kutatót is elvezette a romokhoz. Eddigre a Rhodesian Ancient Ruins Ltd. tagjai kifosztották a történelmi helyeket, elrabolták a legértékesebb leleteket. Mauch úgy hitte, hogy a bibliai Ofír romjaira és Salamon zsidó király mesés aranybányáira bukkantak, a hatalmas építményeket pedig a legendabeli Sába királynőjének palotájával azonosította. 1881-ben James Theodore Bent brit régész volt az első tudós, aki az erődítmény belső szerkezetét és az átjárók szerepét kutatta. Bent csodálattal írt a hatalmas, bonyolult falrendszert építő népcsoport zseniális építészeti tehetségéről és kivitelezői ügyességéről, bár elképzelése szerint az építők föníciaiak, vagy arabok lehettek. Azzal, a teóriával, hogy az építményegyüttes nem afrikai nép régészeti hagyatéka, a feltárók visszafordíthatatlan károkat okoztak, a zimbabwei kőépítmények kutatásában. Egyre mélyebbre és mélyebbre ástak, hogy megtalálják a feltételezett nem afrikai hódítók nyomait, így régészeti szempontból igen értékes rétegeket pusztítottak el.
1906-ban David Randall-MacIver brit származású amerikai- , majd 1929-ben Gertrude Caton-Thompson brit régész voltak az elsők, akik kutatásaik alapján azt állították, hogy Nagy-Zimbabwe egy afrikai civilizáció építménye. Eredményeiket a hátrahagyott kisebb szobrok, ékszerek és kerámiák alapján végzett kormeghatározás is megerősítette. Általuk derült fény (a felszínre került gyöngy és cserépedény darabok vizsgálata után) Nagy-Zimbabwe Arábián és Indián át Kínáig terjedő kereskedelmi kapcsolataira. Nagy-Zimbabwe épületeinek pontos szerepe még nem tisztázott, és az ellentmondó elméletek tükrében csak annyi bizonyos, hogy 1500-ig a karanga birodalom vallási és kereskedelmi központja volt.

### Nem lehet Ofír
Joao de Santos portugál történetíró volt az első, aki a hallomásból ismert Nagy Zimbabwéről feltételezte, hogy azonos lehet a bibliai Ofír városával. Az elméletet a romok első kutatói igazolni próbálták, ám semmiféle valós bizonyítékot nem találtak a két város azonosságára. Ma már pontosan tudjuk, hogy a nevezett városnak, illetve a két legendás bibliai alaknak Salamon királynak és Sába királynőjének semmi köze sem lehetett Nagy Zimbabwéhez. Sába királynője (ez a mesebeli alak), akinek valódi nevét sem ismerjük – az etiópok Maqueda, az arabok Bilkis néven emlegetik, és valószínűleg a mai Jemenben található Máribból származik – Kr. e. 930-ban látogatta meg Salamon királyt, aki Kr. e. 961 és 922 között volt Izrael királya, azaz csaknem 2200 évvel azelőtt, hogy Nagy-Zimbabwe a sonák fővárosa lett.